# Drypetes vernicosa
Drypetes vernicosa là một loài thực vật có hoa trong họ Putranjivaceae. Loài này được P.I.Forst. mô tả khoa học đầu tiên năm 1997.